# Gonomyia (Leiponeura) pilosispina
Gonomyia (Leiponeura) pilosispina is een tweevleugelige uit de familie steltmuggen (Limoniidae). De soort komt voor in het Neotropisch gebied.